# Cachkaber
Cachkaber – wieś w Armenii, w prowincji Lorri. W 2011 roku liczyła 1195 mieszkańców.